# Генеральний штаб Збройних сил РФ
Генеральний штаб збройних сил РФ (ГШ ЗС РФ, Генштаб ЗС РФ) — центральний орган військового управління міністерства оборони Російської Федерації і основний орган оперативного управління збройних сил Російської Федерації.

## Структура

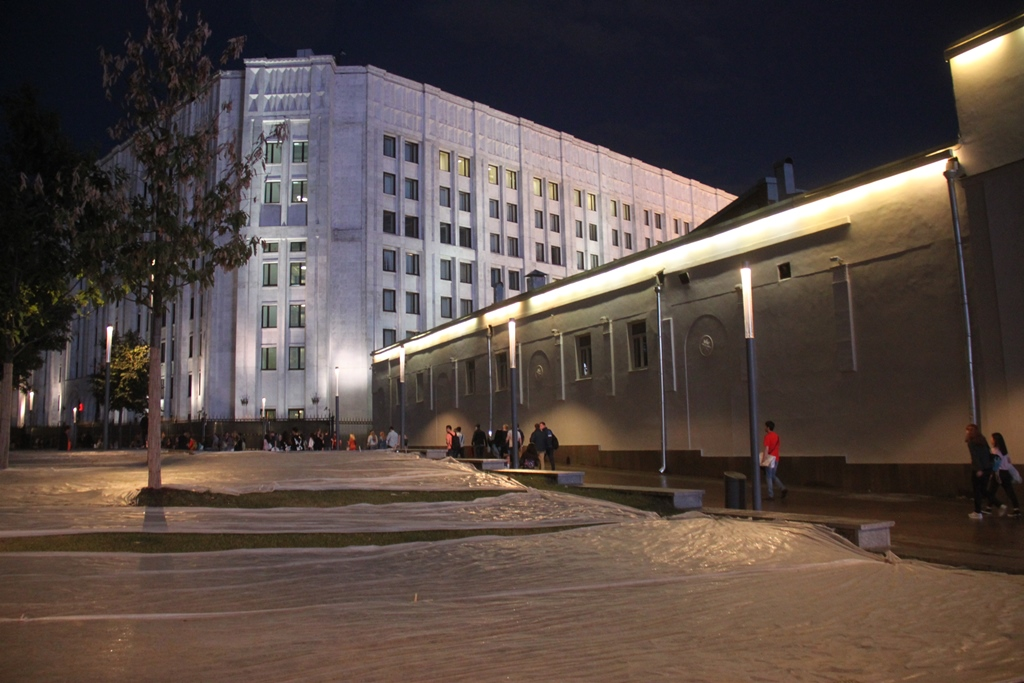
Нова будівля Генштабу

У складі Генерального штабу збройних сил Російської Федерації знаходяться
Управління:
- Головне оперативне управління Генерального штабу збройних сил Російської Федерації;
- Головне управління Генерального штабу збройних сил Російської Федерації (до 2010 — Головне розвідувальне управління Генерального штабу ЗС Російської Федерації;
- Головне організаційно-мобілізаційне управління Генерального штабу збройних сил Російської Федерації;
- Головне управління зв'язку;
- Управління начальника військ радіоелектронної боротьби;
- Топографічна служба збройних сил Російської Федерації;
- Восьме управління;
- Управління будівництва та розвитку системи безпілотних літальних апаратів;
- Управління оперативної підготовки;
- Експертно-аналітичне управління Генерального штабу збройних сил Російської Федерації.

Центри:
- Національний центр управління обороною Російської Федерації (колишній Центральний командний пункт ГШ ЗС Росії);
- Центр військово-стратегічних досліджень;

Підрозділи й служби:
- Автомобільна база;
- Архівна служба;
- Сили спеціальних операцій РФ.

## Завдання

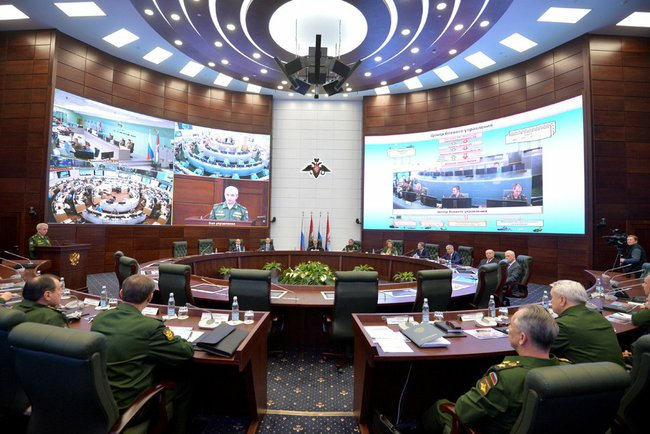
Зал управління та взаємодії Національного центру управління обороною Російської Федерації

Основними завданнями Генерального штабу Росії є
- Здійснення стратегічного планування застосування збройних сил, інших військ, військових формувань і органів з урахуванням їх завдань і військово-адміністративного поділу країни;
- Проведення оперативної й мобілізаційної підготовки Збройних сил РФ, координація оперативної та мобілізаційної підготовки інших військ, військових формувань і органів, а також здійснення контролю за станом їх мобілізаційної готовності;
- Координація діяльності з реалізації планів будівництва та розвитку інших військ і військових формувань;
- Проведення заходів, пов'язаних з підтриманням бойової та мобілізаційної готовності збройних сил;
- Переведення збройних сил РФ на організацію й улад воєнного часу, організація стратегічного та мобілізаційного розгортання збройних сил РФ, інших військ, військових формувань і органів;
- Координація діяльності з проведення в Російській Федерації заходів з військового обліку, підготовки громадян Російської Федерації до військової служби та їх призову на військову службу і військові збори, аналіз цієї діяльності;
- Організація розвідувальної діяльності з метою оборони й безпеки;
- Планування і організація зв'язку в збройних силах, визначення порядку використання і планування використання радіочастотного спектра з метою оборони;
- Розробка заходів з організації в збройних силах РФ радіоелектронної боротьби;
- Топогеодезичне забезпечення збройних сил РФ;
- Здійснення заходів, пов'язаних із захистом державної таємниці в збройних силах РФ;
- Організація служби військ та забезпечення безпеки військової служби в збройних силах, здійснення контролю за їх станом;
- Проведення військово-наукових досліджень в збройних силах.

## Командування

Штандарт Начальника Генерального штабу РФ

Начальник Генерального штабу збройних сил Російської Федерації — 1-й заступник Міністра оборони Російської Федерації. Начальник Генерального штабу за посадою є першим заступником Міністра оборони Російської Федерації.
- 1992: генерал армії Дубинін Віктор Петрович
- 1992—1996: генерал-полковник (до 1995 р.), генерал армії Колєсніков Михайло Петрович
- 1996—1997: генерал армії Самсонов Віктор Миколайович
- 1997—2004: генерал армії Квашнін Анатолій Васильович
- 2004—2008: генерал армії Балуєвський Юрій Миколайович
- 2008—2012: генерал армії Макаров Микола Єгорович
- З 9 листопада 2012 — генерал армії Герасимов Валерій Васильович

## Навчальні заклади
- Військова академія Генерального штабу Росії
- Військова академія зв'язку імені С. М. Будьонного
- Військова академія радіаційного, хімічного і біологічного захисту
- Краснодарське вище військове училище імені генерала армії С. М. Штеменко
- Тюменське вище військово-інженерне командне училище імені маршала інженерних військ О. І. Прошлякова
- Череповецьке вище військове інженерне училище радіоелектроніки
- Московське військово-музичне училище імені генерал-лейтенанта В. М. Халілова
- Кадетська школа IT-технологій Військової академії зв'язку імені Маршала Радянського Союзу С. М. Будьонного[4]